# Centre cívic de la Roca Foradada
El Centre cívic La Roca Foradada és un edifici del municipi de Roda de Berà (Tarragonès) protegit com a bé cultural d'interès local.

## Descripció
Es tracta d'un esplèndid edifici pensat per a manifestacions de caràcter cívic, artístic o cultural. Dissenyat originalment per fer de club nàutic de la urbanització Roc de Sant Gaietà, va funcionar com a tal fins que les circumstàncies li causaren una certa vida lànguida i una progressiva degradació. Això va portar a l'Ajuntament de Roda de Berà a adquirir-lo, restaurar-lo i transformar-lo en el centre cultural que és avui en dia.
L'edifici consta de soterrani, planta baixa i primer pis. La planta baixa consta d'una senyorial sala, quadrada i amb columnes de fusta. Té cinc finestrals rectangulars, adornats amb artístics vitralls d'idíl·lics models velers de veles inflades. Al voltant de la sala, dependències complementàries. Al fons una nova sala, circular, per a conferències o actes similars, bastida sobre les roques de la mar i amb grans finestral en tota la perifèria. I del mig de la sala d'entrada, una escala doble de fust puja cap al primer pis. Aquest disposa d'unes galeries laterals amb artístiques baranes que rodegen l'estança mirant cap a la planta baixa. També té cinc finestrals ogivals, amb vitralls que representen els escuts de les quatre províncies catalanes i l'escut del municipi de Roda de Berà. És en aquesta planta que hi ha l'accés a una gran terrassa exterior rodona, la qual esdevé un esplèndid mirador sobre les roques i el mar.

## Història
El club nàutic del Roc de Sant Gaietà, autoritzat per l'Ajuntament l'any 1970, va tenir una vida intensa però efímera. La manca de vitalitat i de recursos va fer que tanqués les seves portes l'any 1984. Després d'anys d'abandó, el local va ser adquirit el 1997 per l'Ajuntament de Roda de Berà, amb l'objectiu de transformar-lo en l'espai cultural que és avui en dia. El 18 de setembre de 1999, sent alcalde Rafael Ciuró Güell, es va inaugurar el Centre cívic La Roca Foradada. El dia 11 de novembre del 2000 es va obrir a la seva primera planta una exposició permanent d'escultures i joies dissenyades per Salvador Dalí, cedides per Georges Lavaill. El 7 de juliol del 2001 es va inaugurar en la seva planta baixa el Museu de l'Escriptor, amb una original i curiosa col·lecció propietat d'Abraham Méndez. Aquests dos espais han acabat sent substituïts pels actuals Museu de la Ràdio "Protagonistas Luis del Olmo", que ocupa la totalitat de la planta baixa, i per l'Espai Jujol, una exposició permanent sobre l'obra del referit arquitecte tarragoní ubicada on hi havia hagut la col·lecció d'escultures dalinianes.